# Lista de línguas gestuais
A língua gestual (português europeu) ou língua de sinais (português brasileiro) não é universal. Assim como as línguas orais, as línguas gestuais emergem naturalmente nas comunidades e mudam, com o tempo.

## África
Existem pelo menos 25 línguas gestuais em África, de acordo com os dados do pesquisador Nobutaka Kamei.
- Língua Gestual Angolana
- Língua gestual de Adamorobe
- Língua gestual argelina
- Língua gestual de Bamako (numa escola do Mali)
- Língua gestual de Bura
- Língua gestual do Chade
- Língua gestual do Congo
- Língua gestual egípcia
- Língua gestual da Etiópia
- Língua gestual franco-americana
- Língua gestual da Gâmbia
- Língua gestual de Gana
- Língua gestual guineense
- Língua gestual hauçá
- Língua gestual queniana
- Língua gestual líbia
- Língua gestual de Madagáscar
- Língua gestual marroquina
- Língua gestual moçambicana
- Língua gestual de Mbour (Senegal)
- Língua gestual da Namíbia
- Língua gestual nigeriana
- Língua gestual da Serra Leoa
- Língua gestual sul-africana
- Língua gestual da Tanzânia
- Língua gestual da Tunísia
- Língua gestual do Uganda
- Língua gestual da Zâmbia
- Língua gestual do Zimbábue

## América
- Língua gestual americana
- Língua gestual de Martha's Vineyard
- Língua gestual argentina
- Língua gestual boliviana
- Língua gestual brasileira
  - Cena
  - Língua gestual kaapor brasileira
- Língua gestual chilena
- Língua gestual colombiana
  - Língua gestual da Providência - Colômbia
- Língua gestual da Costa Rica
- Língua gestual cubana
- Língua gestual equatoriana
- Língua gestual guatemalteca
- Língua gestual hondurenha
- Língua gestual das Províncias Marítimas - Canadá
- Língua gestual mexicana
  - Línguas gestuais maias - México
- Língua gestual nicaraguense
- Língua gestual quebequiana - Quebeque, Canadá
- Língua gestual peruana
- Língua gestual uruguaia
- Língua gestual venezuelana
- Língua gestual dos índios das planícies

## Ásia
- Língua gestual australiana
- Língua gestual de Ban Khor
- Língua gestual chinesa
- Língua gestual filipina
- Língua gestual havaiana
- Língua gestual de Hong-Kong
- Língua gestual indo-paquistanesa ou língua gestual indiana
- Língua gestual Indonésia
- Língua gestual japonesa
- Língua gestual Kata Kolok (Bali)
- Língua gestual de Laos
- Língua gestual coreana
- Língua gestual malaia
  - Língua gestual de Penang - Malásia
  - Língua gestual de Selangor - Malásia
  - Malaio manualmente codificado (ou Kod Tangan Bahasa Malaysia) - Malásia
- Língua gestual da Mongólia
- Língua gestual do Nepal
- Língua de sinais da Nova Zelândia
- Língua gestual da Singapura
- Língua gestual do Sri Lanka
- Língua gestual de Taiwan
- Língua gestual tibetana
- Língua gestual tailandesa
- Línguas gestuais vietnamitas

## Europa
- Língua gestual albanesa
- Língua gestual armeniana
- Língua gestual austríaca
- Língua gestual belgo-francesa
- Língua gestual britânica
- Língua gestual búlgara
- Língua gestual catalã
- Língua gestual croata
- Língua gestual checa
- Língua gestual dinamarquesa
- Língua gestual dos Países Baixos
- Língua gestual estoniana
- Língua gestual finlandesa
- Língua gestual de Flandres
- Língua gestual francesa
- Língua gestual alemã
- Língua gestual grega
- Língua gestual húngara
- Língua gestual da Islândia
- Língua gestual irlandesa
- Língua gestual italiana
- Língua gestual lituana
- Língua gestual da Malta
- Língua gestual da Irlanda do Norte
- Língua gestual norueguesa
- Língua gestual polaca
- Língua gestual portuguesa
- Língua gestual russa
- Língua gestual espanhola
- Língua gestual sueca
- Língua gestual suíço-francesa
- Língua gestual suíço-alemã
- Língua gestual turca
- Língua gestual de Valência
- Antiga língua de sinais francesa
- Língua gestual ucraniana
- Língua gestual eslovaca

## Oriente Médio
- Língua gestual Al-Sayyid Bedouin
- Língua gestual israelense
- Língua gestual libanesa
- Língua gestual persa
- Língua gestual da Jordânia
- Língua gestual do Kuwait
- Língua gestual da Arábia Saudita

## Sistemas gestuais auxiliares
- Gestuno
- Signuno